# Maeve van der Steen
Deirdre Maeve van der Steen (Hilversum, 17 juli 1949) is een Nederlandse actrice, zangeres en danseres.
De half-Ierse Van der Steen doorliep de Academie voor Kleinkunst in Amsterdam. In 1956 maakte ze al haar televisiedebuut in Barend Bluf (van Benny Vreden). In 1965 zong zij bij de Hilversumse band Rhythm Sellers en trad op in VARA's Fanclub. Na haar studie trad ze op als danseres en zangeres in diverse theaterproducties. In 1982 werd onder de naam 'Braze' de single "Love may linger at lunchtime" gemaakt bij EMI. Gaandeweg breidde zij haar werkterrein uit naar het acteren. In 1985 leverde de vertolking van de titelrol in het toneelstuk Piaf bij het American Repertory Theatre haar lovende kritieken op. Daarnaast was zij te zien en te horen in vele musicals en toneelstukken, zoals Volg jij die serie?, De zoon van Louis Davids, De babysitrevue en Heijermans! van het Nederlands Volkstoneel.
In de jaren 90 was zij het gezicht van de reclamespotjes van Mona. Van der Steen verscheen in enkele films (onder andere De Boezemvriend en Alaska) en speelde zowel vaste rollen als gastrollen in diverse televisieseries. De voornaamste hiervan was de rol van Karin Chaiavelli in Spijkerhoek. In datzelfde jaar was ze ook te zien als Els van Zijverden in Goede tijden, slechte tijden. Ook speelde zij enige tijd in de serie Toen was geluk heel gewoon de rol van Henny de Greeff, de onderbuurvrouw van Jaap en Nel Kooiman. De actrice heeft bovendien een flink aantal hoorspelen op haar naam staan. Jarenlang verleende zij haar medewerking aan een project dat diverse voorgelezen boeken op geluidsdrager beschikbaar maakt in de Rijswijkse blindenbibliotheek. Ze speelde ook een gastrol in Kees & Co als Elsbeth en in Vrienden voor het leven als Ria.
Maeve van der Steen treedt regelmatig op als zangeres van Franse chansons, country en ballads. Haar vaste begeleider is pianist Michel Blokhuizen.
In 2007 was Van der Steen te zien als Giselle Ferrero in de dramaserie Voetbalvrouwen. Ze speelde hierin de moeder van voetballer Italo Ferrero (Bas Muijs). Van 2008 tot 2010 speelde de actrice de rol van Marja Lindeman in de soap Onderweg naar Morgen. 
Daarna ging ze audioboeken inspreken en columns schrijven over koken.